# PAEP
PAEP (англ. Progestagen associated endometrial protein) – білок, який кодується однойменним геном, розташованим у людей на короткому плечі 9-ї хромосоми. Довжина поліпептидного ланцюга білка становить 180 амінокислот, а молекулярна маса — 20 624.
| 10         |  | 20         |  | 30         |  | 40         |  | 50         |
| ---------- |  | ---------- |  | ---------- |  | ---------- |  | ---------- |
| MLCLLLTLGV |  | ALVCGVPAMD |  | IPQTKQDLEL |  | PKLAGTWHSM |  | AMATNNISLM |
| ATLKAPLRVH |  | ITSLLPTPED |  | NLEIVLHRWE |  | NNSCVEKKVL |  | GEKTENPKKF |
| KINYTVANEA |  | TLLDTDYDNF |  | LFLCLQDTTT |  | PIQSMMCQYL |  | ARVLVEDDEI |
| MQGFIRAFRP |  | LPRHLWYLLD |  | LKQMEEPCRF |  |            |  |            |

A: Аланін

C: Цистеїн

D: Аспарагінова кислота

E: Глутамінова кислота

F: Фенілаланін

G: Гліцин

H: Гістидин

I: Ізолейцин

K: Лізин

L: Лейцин

M: Метіонін

N: Аспарагін

P: Пролін

Q: Глутамін

R: Аргінін

S: Серин

T: Треонін

V: Валін

W: Триптофан

Задіяний у такому біологічному процесі, як альтернативний сплайсинг. 
Секретований назовні.